# Leon Neil Cooper
Leon Neil Cooper (n. 28 februarie 1930, New York City, New York, SUA – d. 23 octombrie 2024, Providence, Rhode Island, SUA) a fost un fizician american, laureat, în 1972, al Premiului Nobel pentru Fizică, împreună cu John Bardeen și John Robert Schrieffer, pentru rolul său în dezvoltarea teoriei BCS (numită astfel de la inițialele celor trei) a superconductivității. Conceptul de pereche de electroni Cooper își trage, de asemenea, numele de la el.
A predat la Universitatea de Stat din Ohio (1954-1958) și la Universitatea Brown (din 1958).